# سامسونگ اس‌سی‌اچ-یو۴۷۰
سامسونگ اس‌سی‌اچ-یو۴۷۰ یک‌نمونه از گوشی‌های تلفن همراه سری U شرکت سامسونگ می‌باشد  که توسط همین شرکت به بازار عرضه شده‌است.